# HMS E31
Pour les articles homonymes, voir E31.
Le HMS E31 est un sous-marin britannique de classe E construit pour la Royal Navy par Scotts Shipbuilding and Engineering Company à Greenock. Sa quille fut posée en décembre 1914 et il est mis en service le 8 janvier 1916. Le HMS E31 fut vendu à la ferraille le 6 septembre 1922.

## Conception
Comme tous les sous-marins de la classe E postérieurs au E8, le E31 avait un déplacement de 673 tonnes en surface et de 820 tonnes en immersion. Il avait une longueur totale de 55 m et un maître-bau de 6,92 m. Il était propulsé par deux moteurs Diesel Vickers huit cylindres à deux temps de 800 chevaux (600 kW) et moteurs électriques deux moteurs électriques de 420 chevaux (310 kW),.
Le sous-marin avait une vitesse maximale de 16 nœuds (30 km/h) en surface et de 10 nœuds (19 km/h) en immersion. Les sous-marins britanniques de la classe E avaient une capacité en carburant de 51 tonnes de gazole, et une autonomie de 2 829 milles marins (5 238 km) lorsqu’ils faisaient route à 10 nœuds (19 km/h). Ils pouvaient naviguer sous l’eau pendant cinq heures en se déplaçant à 5 nœuds (9,3 km/h).
Le E31 était armé d’un canon de pont de 12 livres QF (Quick Firing) de 3 pouces (76 mm) monté vers l’avant du kiosque. Il avait cinq tubes lance-torpilles de 18 pouces (457 mm), deux à l’avant, un de chaque côté à mi-longueur du navire et un à l’arrière. Au total, 10 torpilles étaient emportées à bord.
Les sous-marins de la classe E avaient la télégraphie sans fil d’une puissance nominale de 1 kilowatt. Sur certains sous-marins, ces systèmes ont par la suite été mis à niveau à 3 kilowatts en retirant un tube lance-torpilles du milieu du navire. Leur profondeur maximale de plongée théorique était de 100 pieds (30 mètres). Cependant, en service, certaines unités ont atteint des profondeurs supérieures à 200 pieds (61 mètres). Certains sous-marins contenaient des oscillateurs Fessenden.
Leur équipage était composé de trois officiers et 28 hommes.

## Engagements
Le HMS E31 a été impliqué dans un curieux incident alors qu’il opérait avec le porte-avions HMS Engadine en mer du Nord lors d’un raid aérien sur les hangars à Zeppelins à Tønder le 4 mai 1916. Lors d’une mission, le LZ 32 a été repéré par les croiseurs légers HMS Galatea et HMS Phaeton qui ont ouvert le feu sur le dirigeable. Au moment même où ils faisaient cela, le E31 a fait surface et a repéré le dirigeable, mais étant vulnérable à la surface, le sous-marin a plongé pour éviter ses attaques. Lorsque le sous-marin a hissé son périscope, il a observé que le Zeppelin perdait de l’altitude après avoir été touché par des obus du Galatea et du Phaeton. Le E31 a ensuite refait surface juste à temps pour donner le coup de grâce au Zeppelin qui fut abattu. Le HMS E31 a ensuite procédé au sauvetage de sept survivants de l’équipage du LZ 32 ,,.